# Prefettura di Lesbo
La prefettura di Lesbo (in greco Νομός Λέσβου?) è una delle tre prefetture in cui era suddivisa la regione greca dell'Egeo Settentrionale, abolita a partire dal 1º gennaio 2011 a seguito dell'entrata in vigore della riforma amministrativa detta Programma Callicrate
Il capoluogo era la città di Mitilene.
La prefettura aveva un territorio esclusivamente insulare e comprendeva le isole di Lesbo, Lemno e Agiostrati.

## Geografia antropica

### Suddivisioni amministrative
Dal 1997, con l'attuazione della riforma Kapodistrias, la prefettura di Lesbo era suddivisa in diciassette comuni e una comunità.
| comune             | codice YPES | capoluogo (se diverso) | codice postale | prefisso tel.  |
| ------------------ | ----------- | ---------------------- | -------------- | -------------- |
| Agia Paraskevi     | 3501        |                        | 811 02         | 22520-3        |
| Agiasos            | 3502        |                        | 811 01         | 22520-2        |
| Atsiki             | 3504        |                        | 814 01         | 22530          |
| Eresos-Antissa     | 3506        | Eresos                 | 814 01         | 22530-8        |
| Evergetoulas       | 3507        | Sykounta               | 811 05         | 22520-9        |
| Gera               | 3505        | Pappados               | 811 06         | 22510-8        |
| Kalloni            | 3508        |                        | 811 07         | 22530-2        |
| Loutropoli Thermis | 3509        | Thermi                 | 811 00         | 22510-7        |
| Mantamados         | 3510        |                        | 811 04         | 22530-6        |
| Mithymna           | 3511        |                        | 811 07 811 08  | 2220-7         |
| Moudros            | 3512        |                        | 814 01         | 22520-7        |
| Myrina             | 3513        |                        | 814 00         | 22540-2        |
| Mitilene           | 3514        |                        | 811 00         | da 22510-2 a 7 |
| Nea Koutali        | 3515        | Kontias                | 814 00         | 22540-5        |
| Petra              | 3516        |                        | 811 09         | 22530          |
| Plomari            | 3517        |                        | 812 00         | 22530-3        |
| Polichnitos        | 3518        |                        | 813 00         | 22520-4        |
| comunità           | codice YPES | capoluogo (se diverso) | codice postale | prefisso tel.  |
| Agiostrati         | 3503        |                        | 815 00         | 22540-9        |